# العلوم والتكنولوجيا في الصين

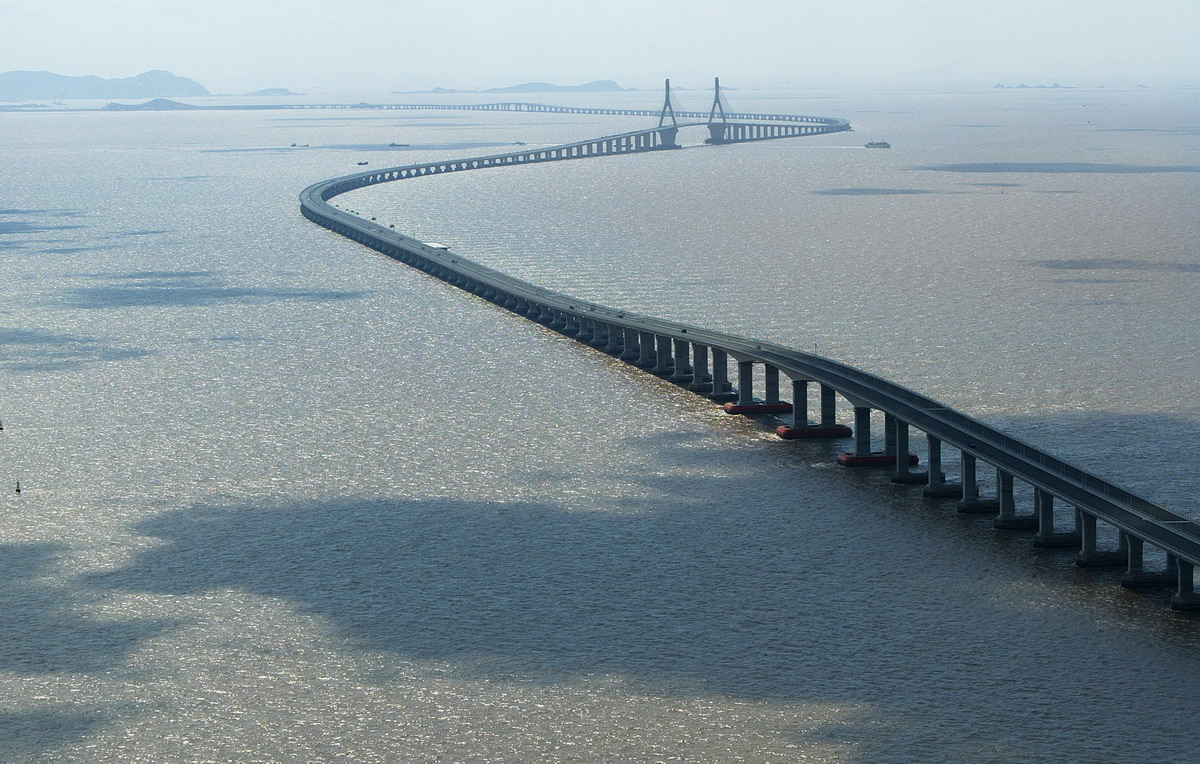
جسر دونغهاي

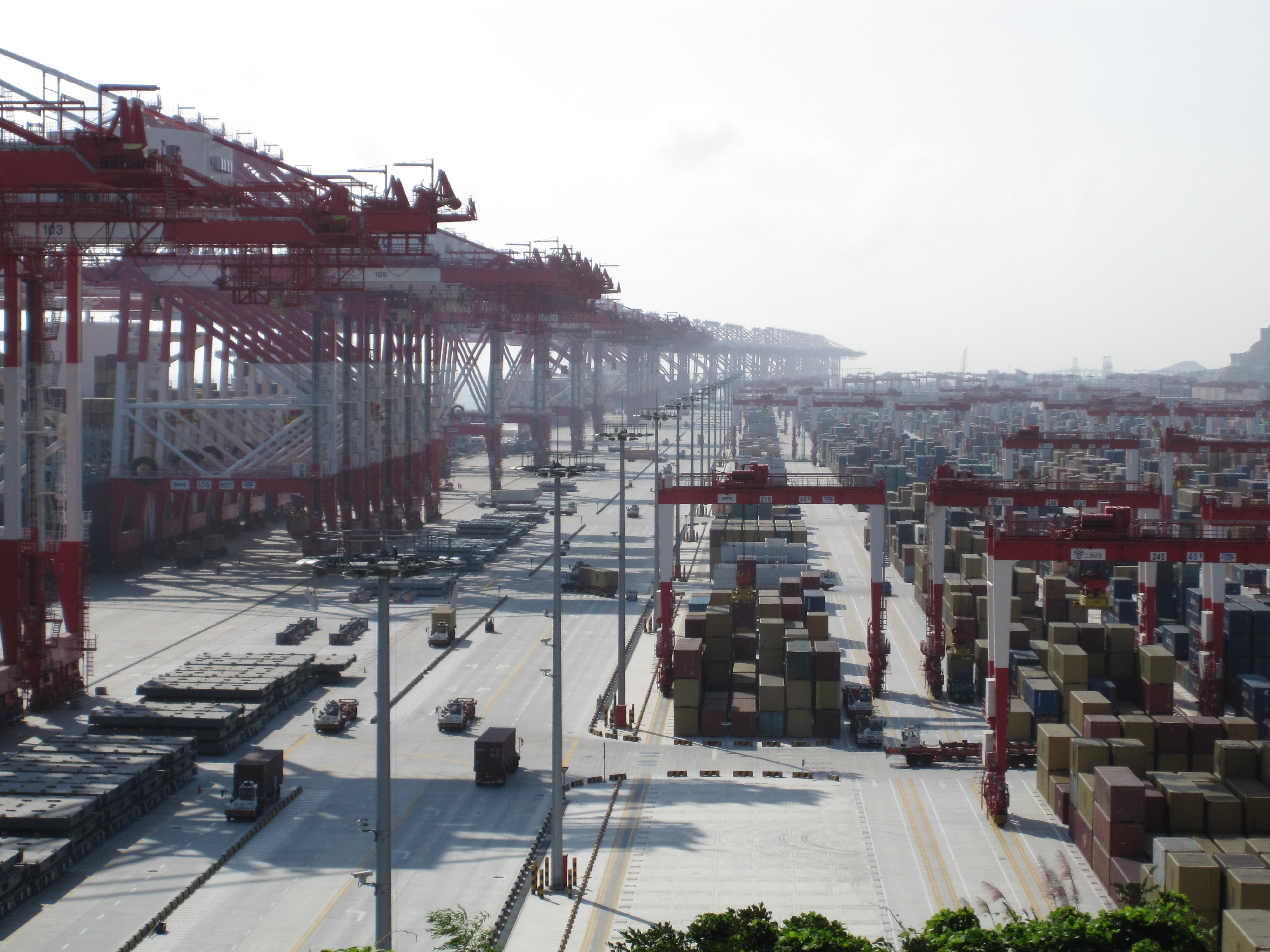
كان تشييد بنى تحتية من المهام الكبرى التي تولاها المهندسون الصينيون خلال العقود القليلة الماضية. يربط جسر دونغهاي البالغ طوله 32.5 كيلومتر (أو ما يعادل 20.2 ميل) ما بين البر الرئيسي لشانغهاي إلى قبالة ميناء يانغشان – وهو أحد أجزاء ميناء شنغهاي الذي يعدّ ميناء الحاويات الأكثر اكتظاظًا على سطح الأرض.

تطورت العلوم والتكنولوجيا في الصين سريعًا خلال فترة العقد الأخير في القرن العشرين إلى العقد الأول من القرن الواحد والعشرين. ركزت الحكومة الصينية على العلوم والتكنولوجيا من خلال التمويل والإصلاح والحالة الاجتماعية ضمن جزء أساسي من التنمية الاجتماعية الاقتصادية للبلاد، فضلًا عن الاعتبار الوطني أو القومي. حققت الصين تقدمًا سريعًا في مجالات مثل التعليم، والبنية التحتية، والتصنيع فائق التقنية، والنشر الأكاديمي، وبراءات الاختراع، والتطبيقات التجارية، وتُعتبر الآن رائدة على مستوى العالم في بعض المجالات وببعض المقاييس. تستهدف الصين الآن على نحو متزايد الابتكار المحلي، وتهدف إلى إصلاح نقاط الضعف المتبقية.
حلّت الصين المرتبة 11 في مؤشر الابتكار العالمي في عام 2022، تحسن كبير عن المرتبة 35 في عام 2013. عام 2023، تراجعت الصين إلى المركز 12، ثم تقدمت مرة أخرى للمركز 11 في مؤشر عام 2024.

## تاريخ
كانت الصين رائدة عالميًا في العلوم والتكنولوجيا حتى أوائل سنوات حكم سلالة مينغ. ساهمت أيضًا الاكتشافات الصينية والابتكارات الصينية مثل صناعة الورق، والطباعة، والبوصلة، والبارود (الاختراعات الأربعة العظيمة للصين القديمة) في التنمية الاقتصادية في شرق آسيا والشرق الأوسط وأوروبا. بدأ النشاط العلمي الصيني بالتراجع في القرن الرابع عشر. خلافًا للحال في أوروبا، لم يحاول العلماء الحد من ملاحظات الطبيعة على القوانين الرياضية، ولم يشكلوا مجتمعًا علميًا قائمًا على الانتقادات والأبحاث التقدمية. كان هناك تركيز متزايد على الأدب والفنون والإدارة العامة، في حين كانت تعتبر العلوم والتكنولوجيا عديمة الأهمية أو مقتصرة على تطبيقات عملية محدودة. ما تزال أسباب هذا «التفاوت العظيم» محل نقاش. يُزعم أن أحد العوامل يتلخص في نظام الامتحانات الإمبراطورية، الذي أزال الحوافز التي دفعت المثقفين والمفكرين الصينيين إلى تعلم الرياضيات أو إجراء التجارب. بحلول القرن السابع عشر، تفوقت أوروبا والعالم الغربي على الصين في التقدم العلمي والتكنولوجي. ما يزال العلماء يناقشون أسباب هذا التفاوت العظيم المبكر من العصر الحديث حتى يومنا هذا.
بعد هزيمتها المتكررة من اليابان والدول الغربية في القرن التاسع عشر، بدأ المصلحون الصينيون في تعزيز العلوم والتكنولوجيا الحديثة ضمن حركة تعزيز الذات. بعد انتصار الشيوعية في عام 1949، نُظمت أبحاث العلوم والتكنولوجيا استنادًا إلى نموذج الاتحاد السوفيتي. تميزت بمنظمة بيروقراطية قادها أشخاص ليسوا علماء، وبحوث طبقًا لأهداف الخطط المركزية، وفصْل البحوث عن الإنتاج ومعاهد البحوث المتخصصة، والتركيز على التطبيقات العملية، والقيود المفروضة على تدفق المعلومات. تعين على الباحثين أن يعملوا كحزب للمجتمع لا كأفراد يسعون إلى الاعتراف بهم. درس العديد منهم في الاتحاد السوفيتي الذي نقل التكنولوجيا أيضًا. تسببت الثورة الثقافية، التي سعت إلى إزالة التأثيرات والمواقف «البرجوازية» المتصورة، في إحداث آثار سلبية كبيرة واختلالات. من بين التدابير الأخرى التي شهدت اعتداءً على الأوساط العلمية والتعليم الرسمي، إرسال المفكرين للعمل اليدوي، وإغلاق الجامعات والمجلات الأكاديمية، وتوقف معظم الأبحاث، ولمدة عقد من الزمان تقريبًا لم تدرب الصين أي علماء ومهندسين جدد.
بعد وفاة ماو تسي تونغ، أنشِئت العلوم والتكنولوجيا باعتبارها أحد التحديثات الأربعة في عام 1976. كان القائد الجديد ومهندس الإصلاح الاقتصادي الصيني، دينج شياو بينج، داعمًا قويًا للعلوم والتكنولوجيا، وعكس اتجاه سياسات الثورة الثقافية. أصلِح النظام المستوحى من النظام السوفيتي بعدها تدريجيًا. بدأت وسائل الإعلام في تعزيز قيمة العلم والتكنولوجيا، والتفكير العلمي، والإنجازات العلمية. جاء جيلا القادة الثالث والرابع حصريًا من خلفيات تكنولوجية.
أصدرت الحكومة الشعبية المركزية في عام 1995 «القرار المتعلق بالتعجيل بتطوير العلوم والتكنولوجيا» الذي وُصف بالتطور المخطَط للعلوم والتكنولوجيا في العقود المقبلة. وصف القرار العلوم والتكنولوجيا بأنها القوة الإنتاجية الرئيسة وأنها تؤثر على التنمية الاقتصادية والتقدم الاجتماعي والقوة الوطنية ومستويات المعيشة. لا بد أن ترتبط العلوم والتكنولوجيا ارتباطًا وثيقًا باحتياجات السوق. لا يتعين فقط على معاهد الطراز السوفيتي أن تقوم بالبحوث، بل يتعين ذلك أيضًا على الجامعات والصناعات الخاصة. ينبغي لمؤسسات الدولة أن تشكل شركات محاصة مع رأس المال المخاطر الصيني أو الأجنبي؛ لتصل العلوم والتكنولوجيا إلى الصناعة. يجب أن تصبح العلوم والتكنولوجيا الشخصية متنقلة مهنيًا، وأن يُربط الأجر بالنتائج الاقتصادية، ويصبح العمر والأقدمية أقل أهمية للقرارات الشخصية. يجب احترام حقوق الملكية الفكرية. ينبغي تحسين تبادل المعلومات، وأن تكون هناك منافسة وعطاءات مفتوحة على المشاريع. تجب حماية البيئة. لا بد بشكل خاص من تعزيز العلوم والتكنولوجيا لسكان الصين الأصليين في بعض المجالات الرئيسة. يتعين على الموظفين الحكوميين تحسين فهمهم للعلوم والتكنولوجيا وإدماجها في عملية صنع القرار. ينبغي للمجتمع -بما في ذلك منظمات الشباب التابعة للحزب الشيوعي ونقابات العمال ووسائط الأعلام- العمل بنشاط على تعزيز احترام المعرفة والمواهب البشرية.
خلال السنوات الثلاثين الماضية، ركزت الصين على بناء البنية التحتية المادية مثل الطرق والموانئ. كانت إحدى السياسات خلال العقد الأخير تتطلب نقل التكنولوجيا لتمكين الشركات الأجنبية من الوصول إلى السوق الصينية. تستهدف الصين الآن بشكل متزايد الإبداع المحلي. خلال هذه الفترة، نجحت الصين في تطوير بنية أساسية للإبداع، تقوم على إنشاء أكثر من 100 مجمع للعلوم والتكنولوجيا في أنحاء كثيرة من البلاد، إلى جانب تشجيع ريادة الأعمال خارج القطاع التابع للدولة. يزعم كل من يب ومكيرن أن الشركات الصينية تطورت عبر ثلاث مراحل مع نضج قدراتها الإبداعية، وأن العديد منها أصبح على مستوى عالمي بحلول عام 2017. تُعتبر هذه الشركات الآن منافسًا قويًّا في السوق الصينية، وفي الأسواق الأجنبية على نحو متزايد، حيث يؤسسون عمليات محلية.

## وصلات خارجية
- وزارة العلوم والتكنولوجيا الصينية
- الرابطة الصينية للعلوم والتكنولوجيا (CAST)